# Tout le monde aime...
Tout le monde aime... est une série de compilations de courts métrages de Walt Disney Pictures
La série comprend :
- Tout le monde aime Dingo (2 décembre 2003 et 2005)
- Tout le monde aime Donald (2 décembre 2003 et 2005)
- Tout le monde aime Mickey (2 décembre 2003 et 2005)
- Tout le monde aime Dingo / Donald / Mickey (2004, coffret des 3 précédents)
- Tout le monde aime Tic & Tac, Vol. 1 (2005)
- Tout le monde aime Tic & Tac, Vol. 2 (2005)
- Tout le monde les aime Mickey / Donald / Dingo / Tic et Tac, Vol. 1 & 2 (2005, coffret des 5 précédents)
- Tout le monde aime l'aventure (2005)
- Tout le monde aime la musique (2005)